# 일본 문리대학
일본 문리대학(일본어: 日本文理大学, NBU, Nippon Bunri University)은 일본 규슈 오이타현 오이타시에 있는 일본의 사립 대학이다. 1967년에 오이타 공업대학으로 설립되어, 1982년에 상경학부(경영경제학)를 개설한 뒤 현재의 이름으로 이어져오고있다.
큐슈 오이타현의 특성상 제조업이 매우 발달한 곳으로 특히 전자 산업과 자동차 산업, 중공업이 매우 발전했다. 그에 따라 공업학 뿐만 아닌 실질적 지역 경제의 발전과 문제해결 및 문화 향상에 기여하기 위한 체험 친화적 수업이 진행되는 것이 장점.
해당 대학은 지역사회의 문제 및 니즈에 근거한 「이론」과 「실제 지역사회에서의 응용 및 융합 학문으로의 인재 육성」 을 사명으로 걸고있다.
대학 기관별 인증평가 Japan NBU DB info

## 학부 및 대학원

#### 공학부 기계전기공학과공학부 기계전기공학과
기계와 전기 전반의 창조성 높은 차세대 기술자 육성

#### 공학부 건축학과공학부 건축학과
주거 공간, 기타 건축물을 포함한 지역사회 전반을 디자인할 수 있는 인재 육성

#### 공학부 정보미디어학과공학부 정보미디어학과
산학(産学) 제휴에 의한 실질적 교육을 도입하여 미래의 고도 정보화 사회를 지원하는 온라인 엔지니어 육성

#### 공학부 항공우주공학과공학부 항공우주공학과
항공우주산업에 종사해 공헌할 수 있는 기술자/정비사 및 항공기 개발 인재 육성

#### 경영경제학부경영경제학부 경영경제학과
사회나 경제 경영 구조 이해 및 전문적인 배움을 통한 실질적 지역 인재 육성

#### 보건의료학부보건의료학부
보건 의료 분야의 중요성을 배우고, 보다 고도의 전문 능력을 익히고, 미래의 의료를 담당하는 「의료 산업인」 육성

#### 대학원 공학연구과대학원 및 연구
「항공 전자 기계 공학 전공」 「환경 정보학 전공」 등 이과계열의 특론 및 연구 진행
주요과목: 유체역학특론, 유도 공학 특론, 수리 해석 특론, 응용역학특론, 산업 시스템 공학 특론, 전자 응용 공학 특론, 진동 공학 특론, 전자기학 특론, 응용 제어 특론, 우주항행역학특론, 의료 복지 공학 특론, 의공학 특론
- 교수 및 연구원 정보 https://www.nbu.ac.jp/education/teacher/

## 찾아가는 길
주소: 1727 Ichigi, Oita, 870-0268, Japan
오이타역에서 Saiki Station방면으로 약 20분 소요 (Google Maps 참고)
무료 스쿨버스 운행 정보 https://www.nbu.ac.jp/access/